# Notolomus basalis
Notolomus basalis é uma espécie de escaravelho da família Curculionidae. É encontrado na América do Norte.